# Jaakko Friman
Jaakko Johannes Friman (Tampere, 13 gennaio 1904 – Tampere, 17 febbraio 1987) è stato un pattinatore di velocità su ghiaccio finlandese.

## Palmarès

### Olimpiadi invernali
- Bronzo a Sankt Moritz 1928 nei 500 metri